# Mockalberget
Mockalberget är ett naturreservat som omfattar berget med samma namn i Leksands kommun i Dalarnas län.
Området är naturskyddat sedan 2009 och är 98 hektar stort. Reservatet består av granskog med tall på höjder.